# FC St. Mirren
Der FC St. Mirren (offiziell: St Mirren Football Club, kurz: St. Mirren FC) ist ein schottischer Fußballklub aus Paisley, der seit der Saison 2018/19 in der erstklassigen Scottish Premiership spielt.

## Geschichte
Der FC St. Mirren – auch bekannt als The Buddies oder The Saints – ist seit 1877 ein reiner Fußballclub, während er in den Jahren davor bereits als „Gentlemen’s Club“ existierte, der unter anderem Cricket und Rugby spielte. Der Verein ist nach dem Patron der Stadt Paisley, dem irischstämmigen Mönch Mirin benannt, der dort zu Beginn des 7. Jahrhunderts das Kloster Paisley gründete. Das erste Fußballspiel fand am 6. Oktober 1877 gegen „Johnstone Britannia“ statt. Der Verein war Gründungsmitglied der Scottish Football League im Jahr 1890 und stieg erstmals 1967 aus der höchsten schottischen Spielklasse ab. In der Folgezeit spielte der Verein im stetigen Wechsel in der höchsten oder zweithöchsten Spielklasse. Zuletzt gelang 2018 der Wiederaufstieg in die Scottish Premiership. Der Lokalrivale von St. Mirren ist Greenock Morton, gegen die zum ersten Mal 1885 gespielt wurde. Der Verein konnte in den Jahren 1926, 1959 und 1987 dreimal den schottischen Pokal gewinnen, 1980 zudem den Anglo-Scottish Cup.

## Stadion
Im August 2005 erhielt der FC St. Mirren die Erlaubnis das alte St. Mirren Park Stadion zu verkaufen, auf dem daraufhin ein Tesco Supermarkt entstand. Der Erlös hat großteils das neue Stadion in Ferguslie Park in der Stadt Paisley finanziert als auch Schulden beseitigt.
Am 3. Januar 2009 sah der St. Mirren Park, der von jeher nur Love Street genannt wurde wie die Adresse, sein letztes Spiel, ein 0:0 gegen Motherwell.
Seit 31. Januar 2009 spielt der Club nun im neuen St. Mirren Park. Das Stadion, von den Fans „Greenhill Road“ genannt, fasst 8023 Sitzplätze.

## Kader der Saison 2025/26
Stand: 24. Juni 2025
| Nr. |                 | Position | Name            |
| --- | --------------- | -------- | --------------- |
| 3   | England         | AB       | Scott Tanser    |
| 4   | Schottland      | AB       | Alex Iacovitti  |
| 6   | Schottland      | MF       | Mark O’Hara     |
| 7   | England         | ST       | Jonah Ayunga    |
| 8   | Nordirland      | MF       | Oisin Smyth     |
| 9   | Frankreich      | ST       | Mikael Mandron  |
| 10  | Nordirland      | MF       | Conor McMenamin |
| 12  | Irland          | MF       | Roland Idowu    |
| 13  | Zypern Republik | MF       | Alex Gogić      |
| 14  | Schottland      | ST       | James Scott     |
| 19  | Irland          | ST       | Owen Oseni      |
| 22  | Schottland      | AB       | Marcus Fraser   |

| Nr. |            | Position | Name              |
| --- | ---------- | -------- | ----------------- |
| 24  | Wales      | AB       | Declan John       |
| 26  | Schottland | AB       | Luke Kenny        |
| 27  | Slowakei   | TW       | Peter Urminský    |
| 28  | Schottland | AB       | Callum Penman     |
| 30  | Schottland | MF       | Fraser Taylor     |
| 31  | Schottland | TW       | Shay Kelly        |
| 33  | Schottland | ST       | Evan Mooney       |
| 88  | Irland     | MF       | Killian Phillips  |
|     | Jamaika    | AB       | Richard King      |
|     | England    | AB       | Jayden Richardson |
|     | Nordirland | MF       | Liam Donnelly     |

### Verliehene Spieler
| Nr. |  | Position | Name |
| --- |  | -------- | ---- |

| Nr. |  | Position | Name |
| --- |  | -------- | ---- |

## Erfolge
- Meister der First Division (zweite Liga): 1976/77, 1999/2000, 2005/06
- Schottischer Pokalsieger: 1926, 1959, 1987
- Schottischer Ligapokalsieger: 2013
- Anglo-Scottish Cup: 1980

## Vereinsrekorde
Quelle:
- Höchste Besucherzahl: 47.438 (gegen Celtic Glasgow am 7. März 1925)
- Höchster Sieg: 15:0 (gegen die University of Glasgow am 30. Januar 1960)
- Rekordnationalspieler: Guðmundur Torfason (26 für Island)
- Rekordnationalspieler für Schottland: Iain Munro und Billy Thomson (je 7)
- Rekordspieler in der schottischen Meisterschaft: Hugh Murray (399, 1997–2012)
- Rekordtorschütze in der schottischen Meisterschaft: David McCrae (221, 1923–1934)
- Rekordtorschütze innerhalb einer Saison: Dunky Walker: 45 (Saison 1921/22)
- Teuerster Einkauf: Thomas Stickroth (von Bayer 05 Uerdingen für 400.000 britische Pfund, März 1990) und Ricky Gillies (von FC Aberdeen für 600.000 Euro, Juli 2000)[5]
- Teuerster Verkauf: Ian Ferguson (an die Glasgow Rangers für 850.000 britische Pfund, Februar 1988)
- Beste Platzierung in der Meisterschaft: 3. Platz in der höchsten Spielklasse (Saison 1979/80)
- Ältester Spieler der Liga (Andy Millen, 42 Jahre alt)

## Europapokalbilanz
| Saison  | Wettbewerb                  | Runde                  | Gegner              | Gesamt | Hin     | Rück          |
| ------- | --------------------------- | ---------------------- | ------------------- | ------ | ------- | ------------- |
| 1980/81 | UEFA-Pokal                  | 1. Runde               | IF Elfsborg         | 2:1    | 2:1 (A) | 0:0 (H)       |
| 1980/81 | UEFA-Pokal                  | 2. Runde               | AS Saint-Étienne    | 0:2    | 0:0 (H) | 0:2 (A)       |
| 1983/84 | UEFA-Pokal                  | 1. Runde               | Feyenoord Rotterdam | 0:3    | 0:1 (H) | 0:2 (A)       |
| 1985/86 | UEFA-Pokal                  | 1. Runde               | Slavia Prag         | 3:1    | 0:1 (A) | 3:0 n. V. (H) |
| 1985/86 | UEFA-Pokal                  | 2. Runde               | Hammarby IF         | 4:5    | 3:3 (A) | 1:2 (H)       |
| 1987/88 | Europapokal der Pokalsieger | 1. Runde               | Tromsø IL           | 1:0    | 1:0 (H) | 0:0 (A)       |
| 1987/88 | Europapokal der Pokalsieger | 2. Runde               | KV Mechelen         | 0:2    | 0:2 (A) | 0:0 (H)       |
| 2024/25 | UEFA Conference League      | 2. Qualifikationsrunde | Valur Reykjavík     | 4:1    | 0:0 (A) | 4:1 (H)       |
| 2024/25 | UEFA Conference League      | 3. Qualifikationsrunde | Brann Bergen        | 2:4    | 1:1 (H) | 1:3 (A)       |

Gesamtbilanz: 18 Spiele, 4 Siege, 7 Unentschieden, 7 Niederlagen, 16:19 Tore (Tordifferenz −3)